# كارلتون بيلز
كارلتون بيلز (بالإنجليزية: Carleton Beals)‏ هو صحفي أمريكي، ولد في 13 نوفمبر 1893 في ميديسن لودج في الولايات المتحدة، وتوفي في 4 أبريل 1979.